# Kusemyn
Kusemyn (ukrainisch Куземин; russisch Куземин Kusemin) ist ein Dorf im Süden der ukrainischen Oblast Sumy mit etwa 1600 Einwohnern (2001).
Das in Briefen von Hetman Iwan Brjuchowezkyj als bereits als bestehende Siedlung erstmals 1665 schriftlich erwähnte Dorf befindet sich an Stelle einer skythischen Siedlung aus dem 7. bis 3. Jahrhundert vor Christus (siehe auch Gelonos und Wallanlage von Bilsk).
Bei der Volkszählung von 2001 besaß das Dorf 1954 Einwohner.
Die Ortschaft liegt nahe der Grenze zur Oblast Poltawa auf einer Höhe von 188 m am rechten Ufer der Worskla. Das Gemeindezentrum Hrun befindet sich 12 km nördlich, das Rajonzentrum Ochtyrka 30 km nordwestlich und das Oblastzentrum Sumy 105 km nördlich vom Dorf. Von Kusemyn führt die Territorialstraße T-19-28 zur zehn Kilometer östlich verlaufenden Fernstraße N 12.
Am 16. August 2016 wurde das Dorf ein Teil der neugegründeten Landgemeinde Hrun, bis dahin bildete es die gleichnamige Landratsgemeinde Kusemyn (Куземинська сільська рада/Kusemynska silska rada) im Süden des Rajons Ochtyrka.

## Söhne und Töchter der Ortschaft
- Alexei Tschitschibabin (1871–1945); russischer Chemiker
- Iwan Bahrjanyj (1907–1963); ukrainischer Dichter, Prosaschriftsteller, Publizist und Politiker